# Hakea newbeyana
Hakea newbeyana (лат.) — кустарник или дерево, вид рода Хакея (Hakea) семейства Протейные (Proteaceae). Эндемик округов Уитбелт и Голдфилдс-Эсперанс в Западной Австралии. Цветёт с июля по октябрь.

## Ботаническое описание
Hakea newbeyana — твёрдый широкий округлый кустарник высотой от 1 до 4 м с восходящими гладкими и серыми ветвями. Цветёт с июля по октябрь и даёт обильные мелкие душистые кремово-белые и жёлтые цветы в гроздьях в пазухах листьев. Жёсткие тёмно-зелёные листья имеют чёткую форму, прямые или слегка изогнутые, заканчивающиеся острой вершиной. Крупные яйцевидные плоды имеют гладкую серую окраску, оканчиваются маленьким тупым клювом.

## Таксономия
Вид Hakea newbeyana был описан Робин-Мэри Баркер в 1990 году. Назван в честь западно-австралийского ботаника Кеннета Ньюби (Kenneth Newbey).

## Распространение и местообитание
Hakea newbeyana произрастает в центральной и восточной областях округа Уитбелт Западной Австралии на супесчаных и латеритовых гравийных почвах. Также в лесистой местности районов Хайден и Ньюдгейт.

## Охранный статус
Вид Hakea newbeyana классифицируется как «не угрожаемый» Департаментом парков и дикой природы правительства Западной Австралии.